# Acid Cabaret
El Acid Cabaret es un género musical nacido a finales de la década de 1990 en la ciudad de Guadalajara, México.

## Antecedentes
La cultura de la música electrónica comenzó a aparecer en el ambiente underground mexicano a principios de los noventa. Una forma artística decididamente global, abstracta y universal se encontró con todas las idiosincrasias de la personalidad mexicana. La música de baile adquirió un significado renovado en un lugar donde baile es igual a cumbia, mambo y cha cha chá.
El colectivo Nopal Beat Records comenzó con la meta de extraer algo Nuevo de este encuentro cultural. Crear música que sería aceptada por una generación global, sin importar su geografía, pero que no sonara como la música electrónica que estaba siendo producida en otros lugares del mundo. Uno de los principales iniciadores del género es Jorge Hm un productor, DJ y músico tapatío quien al experimentar ritmos trabajando para nopal beat (una de las compañías disqueras de música electrónica más importante en el país)
fue gradualmente tomando carácter e identidad como género musical.

## Descripción
El acid cabaret utiliza sonidos de origen mexicano-latino con mezclas de música electrónica en compás.
Este género no es considerado como fusión si no como un género de identidad latina, interpretada a través de la tecnología, visión y creatividad de la música electrónica. Esta está inspirada en la vida nocturna de México, en los salones de baile oscuros y las mujeres llenas de color, los zapatos de tacón y las medias de red.
El acid cabaret es personalizado y vuelto inimitable en sentido de compás, cadencia y ritmo. Cada detalle, incluyendo el concepto de imagen, está pensado para ser coherente con la identidad del género musical.

## Artistas relacionados
- Nopal Beat
- Shock Bukara
- Sussie 4
- Sweet Electra
- Double Helix
- Galapago
- Axkan
- Revolver
- Luis Flores
- Tovar